# San Francisco Police Department
Il San Francisco Police Department (in acronimo SFPD) è il dipartimento della città e della contea di San Francisco, California. Il motto del dipartimento "Oro en paz, fierro en guerra", è scritto in lingua spagnola (in traduzione italiana "Oro in pace, ferro in guerra").
Il SFPD spesso viene confuso con un'altra agenzia di law enfocement operante nella contea di San Francisco, California, il San Francisco Sheriff's Department. Il San Francisco Police Department opera per una popolazione di all'incirca 1,2 milioni, inclusi pendolari, turisti e visitatori. È l'undicesimo dipartimento di polizia più grande degli Stati Uniti.

## Organizzazione
Il Capo della Polizia è il grado più alto del dipartimento. Il Capo della Polizia lavora con sei Vice Capo, i quali dirigono i quattro bureaus dai quali è composto il dipartimento: Administration (amministrazione), Airport (aeroportuale), Field Operations (operazioni sul campo), ed Investigations (investigazioni). Per ogni bureau sono assegnati tre Comandanti, incaricati di assistere i vice capo titolari nelle loro mansioni gestionali ed amministrative.

## Gradi ed insegne
Le insegne dei gradi superiori a quello di Tenente sono spillette agganciate sul colletto dell'uniforme. Le insegne per i gradi di Sergente in giù sono galloni in stoffa cuciti sulla parte alta delle maniche dell'uniforme.
| Titolo                        | Insegna         |
| ----------------------------- | --------------- |
| Capo della Polizia            |                 |
| Assistente Capo della Polizia |                 |
| Vice Capo                     |                 |
| Comandante                    |                 |
| Capitano                      |                 |
| Tenente                       |                 |
| Sergente                      |                 |
| Ufficiale                     | Nessuna insegna |